# Himalchuli
O Himalchuli é a 18.ª mais alta montanha no mundo (definindo "montanha" como um cume com um valor de corte de 500m de proeminência topográfica, ou re-ascensão). O Himalchuli é notável pelo elevado declive em relação ao terreno circundante. Por exemplo, o cume está 7000 m acima no rio Marsyangdi, a sudoeste e a apenas 27 km de distância horizontal. Visitas exploratórias ao Himalchuli foram feitas em 1950 e 1954, e uma tentativa inicial de 1955 falhou. Depois de trabalhos de reconhecimento em 1958 e 1959, a primeira tentativa com êxito ocorreu em 1960, pelos japoneses Hisashi Tanabe e Masahiro Harada.